# Staatliche Technologische Universität Wizebsk

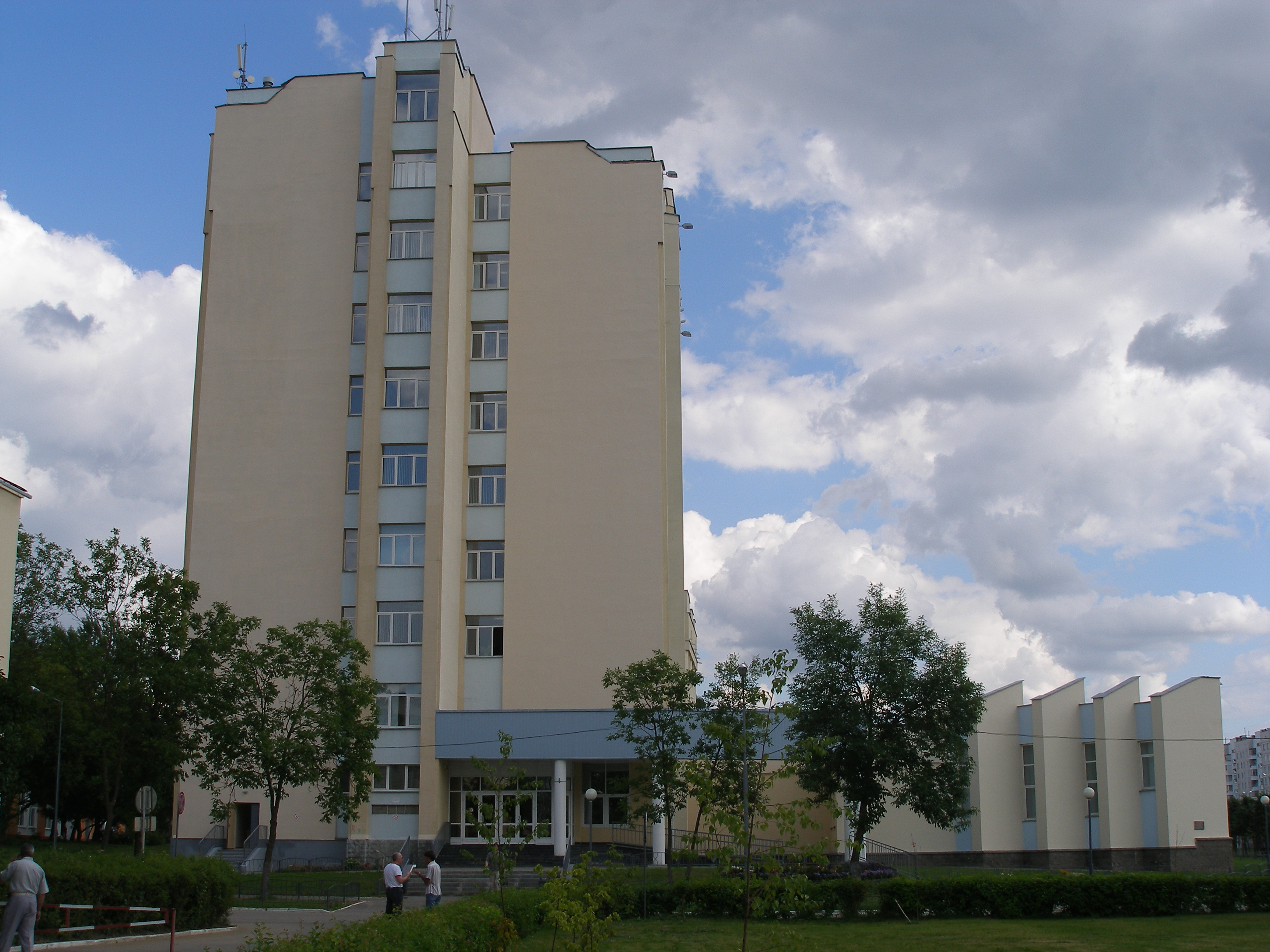
Das Gebäude der Fakultät für Wirtschaftswissenschaften an der Staatlichen Technologischen Universität Wizebsk

Die Staatliche Technologische Universität Wizebsk (belarussisch Віцебскі дзяржаўны тэхналагічны ўніверсітэт; VSTU) ist eine Hochschule in Wizebsk, Belarus.
Nach ersten Anfängen ab 1965 erhielt sie nach dem Zerfall der Sowjetunion, im Jahr 1995, die Akkreditierung als staatliche Universität.
Sie besteht aus sechs Fakultäten, 16 Abteilungen, fünf akademischen Gebäuden, zwei Wohnheimen, einer experimentellen Pilotanlage für eine Graduiertenschule, einer Bibliothek und einem Sportkomplex. Die Universität hat 8000 Studenten in Voll- und Teilzeit.